# Architektura Gdyni

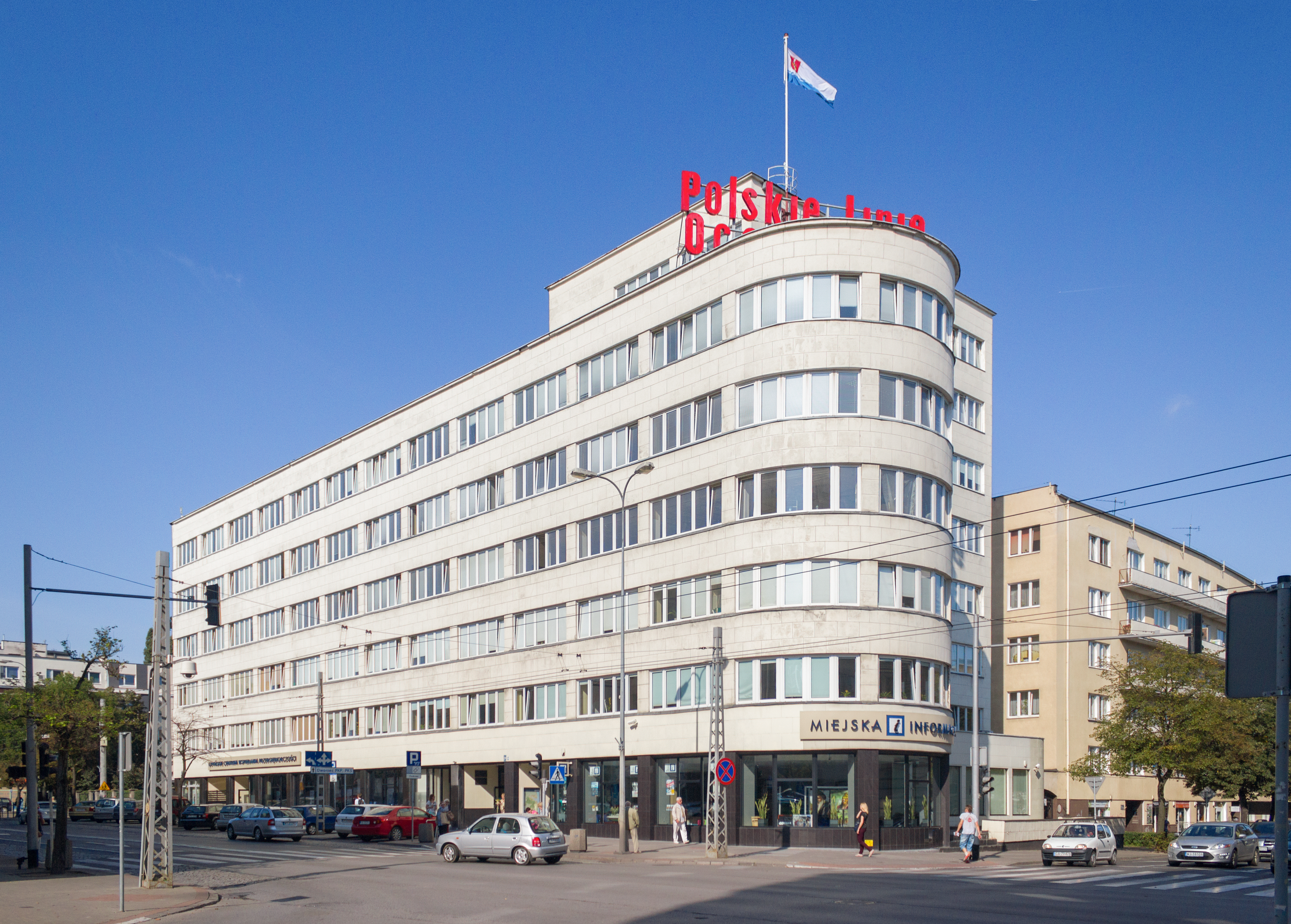
Modernistyczny budynek Polskich Linii Oceanicznych

Gdynia jest młodym miastem, więc nie posiada zabudowy reprezentującej style architektoniczne, takie jak gotyk, renesans lub barok. Ukształtowane w dwudziestoleciu międzywojennym Śródmieście posiada wiele zachowanych bądź odbudowanych budynków. Są one przykładami modernizmu, jak budynek biurowy PLO. Modernizm cechował się białymi elewacjami budynków, co sprawiło, że przedwojenna Gdynia nosiła miano „białego miasta”. Znajdujący się w Śródmieściu Budynek Banku Polskiego prezentuje klasycyzm akademicki. Ten styl, zaistniały w mieście w latach 20. XX wieku, cechuje się użyciem kolumn, gzymsów, pilastrów i tympanonów. Kręgosłupem centralnej części miasta, wokół których przedwojenna zabudowa powstawała, były ulice 10 Lutego i Świętojańska. Wille mieszkalne na Kamiennej Górze są przykładem historyzmu w odmianie stylu dworkowego.
W czasie II wojny światowej zabudowa centrum nie uległa poważniejszym uszkodzeniom. W wyniku nalotów alianckich zniszczona została zabudowa portu. Naloty były efektem umiejscowienia w Gdyni przez okupanta bazy Kriegsmarine.
Lata 70. i 80. XX wieku przyniosły pojawienie się osiedli bloków z wielkiej płyty. Większość z nich ulokowano w Karwinach, Chyloni, Oksywiu i Obłużu oraz w mniejszym natężeniu w innych dzielnicach miasta. Obecnie większość z nich została ocieplona i odnowiono im elewacje.
Po 1989 w mieście wznoszone są obiekty o architekturze wyróżniającej je spośród otoczenia. Przykładem jest wybudowane w 1998 Centrum Handlowe „Batory”, którego boczne skrzydło ma kształt kadłuba statku. W nowoczesną architekturę wpisuje się również hala widowiskowo-sportowa o wyglądzie kopca ziemnego z dachem podtrzymywanym stalową łukową belką.
Przyszłość rysuje się w planach rewitalizacji Międzytorza wraz ze zmianą jego charakteru. Są również plany rozbudowy basenu jachtowego i przeobrażenie okolic Teatru Muzycznego w kulturalne centrum Gdyni.

## Zabytki i atrakcje turystyczne

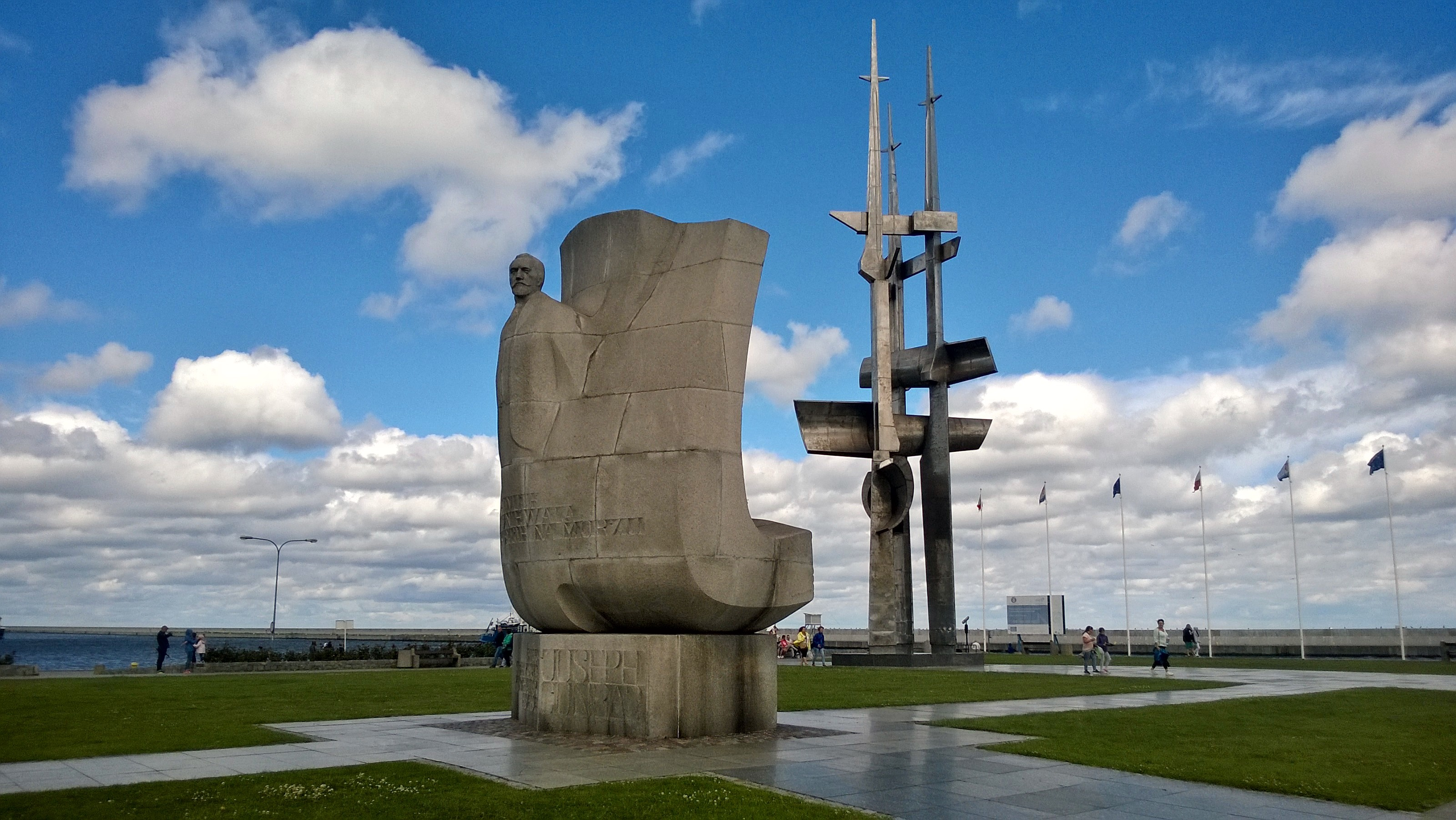
Pomnik Josepha Conrada w Gdyni

Najstarszym budynkiem jest XIII-wieczny kościół pw. św. Michała Archanioła na Oksywiu. Funkcjonował on jako jedyna świątynia dla mieszkańców wioski Oksywie i był przez długi czas jedynym obiektem, który powstał w czasach historycznych. Zabudowania, mające obecnie status zabytków, zaczęły się pojawiać w XIX wieku w Orłowie i Małym Kacku. Nadanie praw miejskich Gdyni i jej rozbudowa przyniosły pojawienie się zabytków, stanowiących dziś większość budowli o tym charakterze. Zaliczone zostały do nich całe Śródmieście, zabudowania willowe na Kamiennej Górze czy Orłowie. Wpisane są na listę zabytków nieruchomych. Dzięki temu większość z nich była i jest odnawiana.
Pośród niezabytkowych budowli w Gdyni znaleźć można pomniki rozmieszczone najliczniej w centrum miasta. Najlepiej dostrzegalnymi przez mieszkańców i turystów pomnikami są pomnik Josepha Conrada na końcu Skweru Kościuszki czy oba pomniki Ofiar Grudnia 1970. Atrakcją dla turystów jest też taras widokowy na wieży telekomunikacyjnej na Górze Donas w dzielnicy Dąbrowa. Tę samą funkcję do niedawna pełniła wieża widokowa nieopodal Wyższej Szkoły Administracji i Biznesu.

## Wieżowce

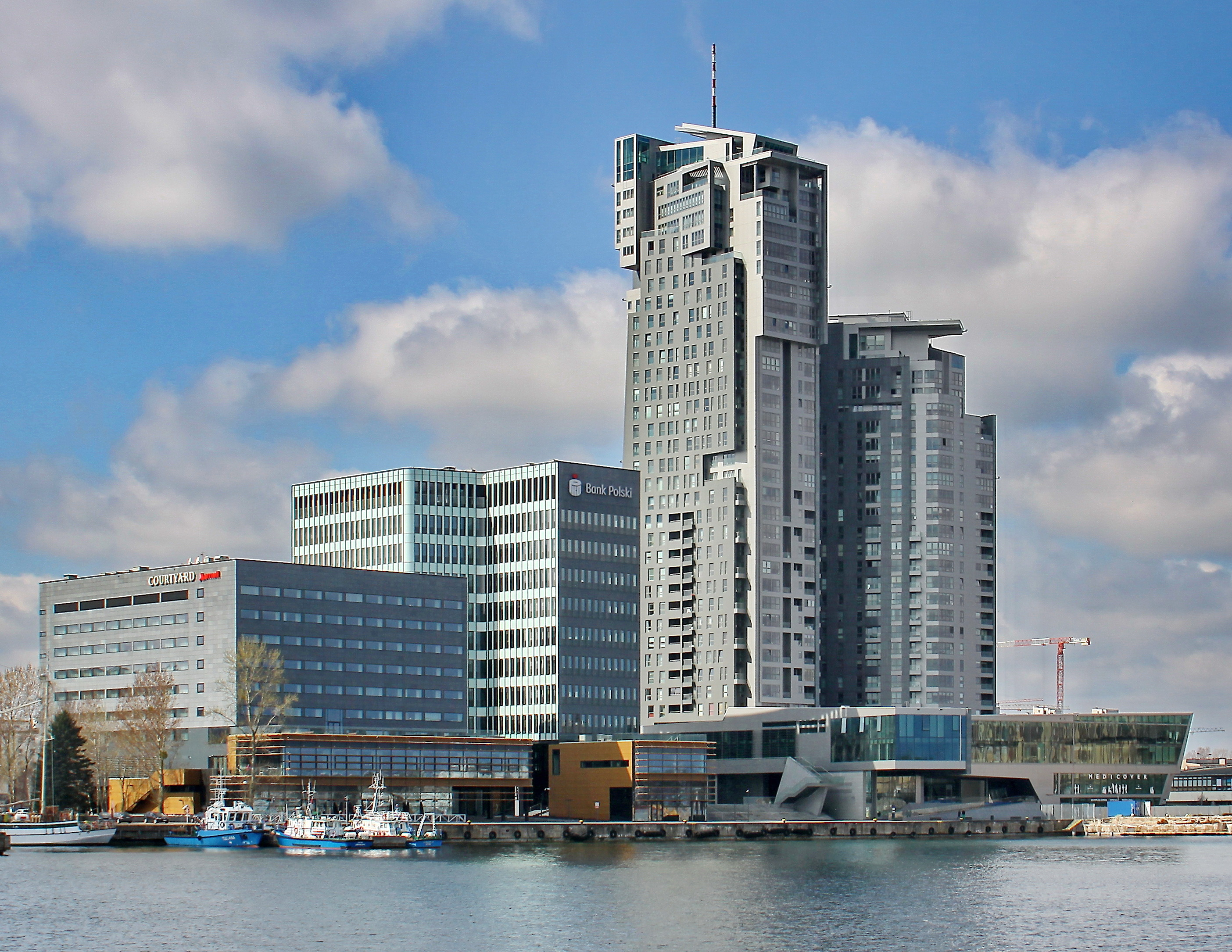
Sea Towers

Obszar Gdyni jest miejscem lokalizacji kilku budynków uznanych za wieżowce. W przypadku miasta większość wchodzi w skład większych kompleksów, które pełnią funkcję usługowe dla mieszkańców wysokościowców. Najwyższym z nich jest zespół Sea Towers, który został ukończony w lutym 2009. Jest on najwyższym budynkiem mieszkalnym na południowym wybrzeżu Morza Bałtyckiego. Wyższa wieża ma 141,6 m (36 kondygnacji) a niższa 91 m (28 kondygnacji). Całość ulokowana została niedaleko Skweru Kościuszki. Nad rejonem Witomina także górują dwa sąsiadujące ze sobą mieszkalne wieżowce. W obrębie Centrum Rodzinnego Witawa skonstruowano mniejszy i niższy 14-kondygnacyjny budynek. Na jego przeciwnej stronie jest szersza i wyższa 15-kondygnacyjna konstrukcja. Całość struktury z przeznaczeniem na mieszkania została wybudowana w 2003. W Redłowie w skład kompleksu mieszkalno-usługowego wchodzi Redłowska Kaskada, oddana do użytku w 2006. Ten 17-kondygnacyjny budynek zaprojektowano z uwzględnieniem kubistycznego kształtu. Również w Redłowie znajduje się, ukończony w 2002, Redłowski Stok A. Oba budynki w Redłowie przeznaczone są dla celów mieszkaniowych. Do celów mieszkaniowo-handlowych przeznaczony jest natomiast 15-piętrowy Dom Towarowy Chylonia, wybudowany na początku lat 90. XX wieku. Jest to jedyny w Gdyni budynek z wielkiej płyty, który ma więcej, niż 11 pięter, z czego pierwsze cztery wraz z parterem zajmuje dom handlowy. Jedynym budynkiem biurowym w opisywanej kategorii jest Bałtyckie Centrum Biznesu. Mieści się w sąsiedztwie innych biurowców na terenie Działek Leśnych. Ten 14-piętrowiec swoją funkcję spełnia od 1996. W epoce PRL-u, niedaleko Teatru Muzycznego, powstał 12-kondygnacyjny Hotel Gdynia. Planowane są przebudowa głównego budynku i rozbudowa jego otoczenia.